# Allrussische Industrie- und Handwerksausstellung 1882

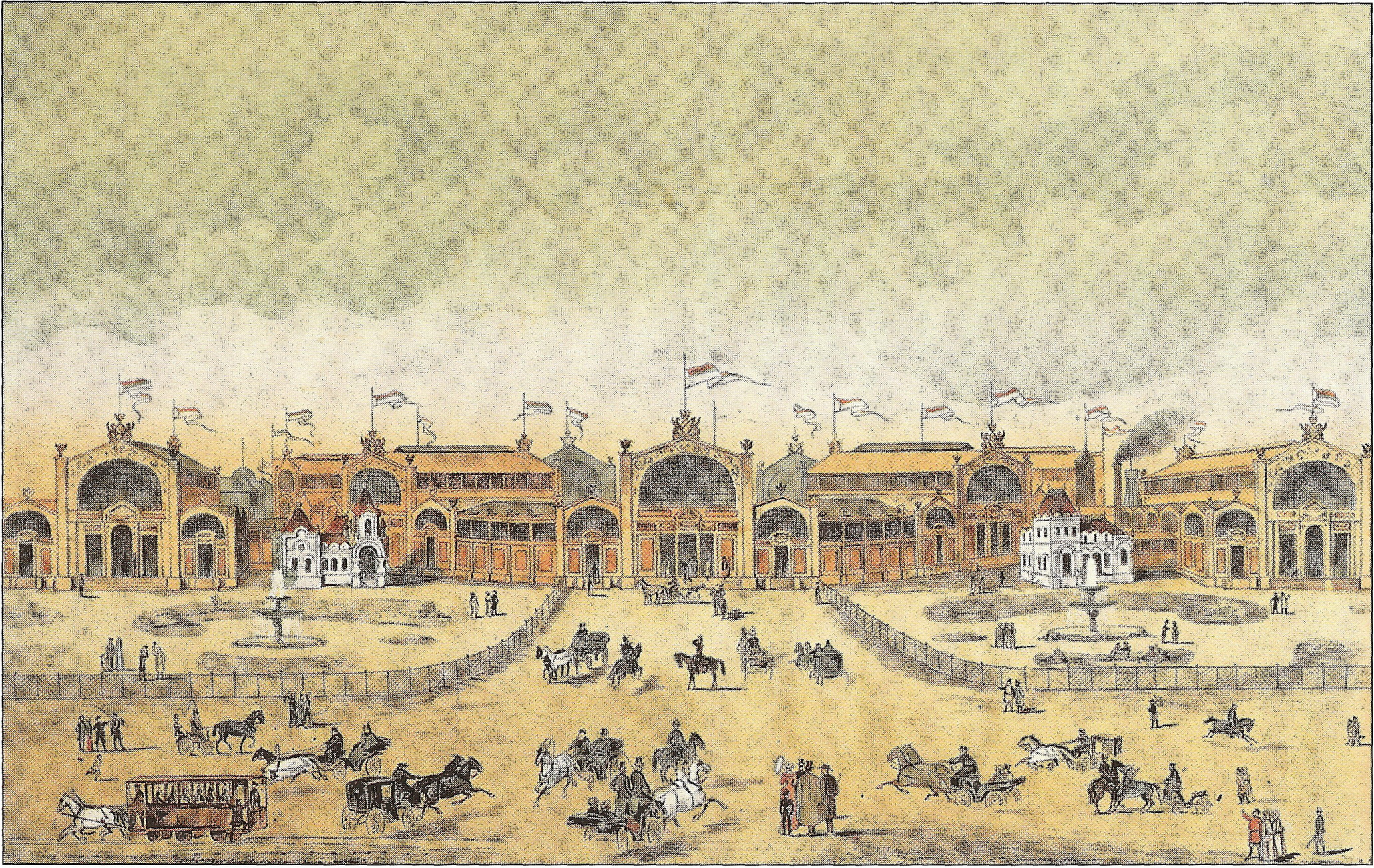
Gemälde des Messegeländes (1882)

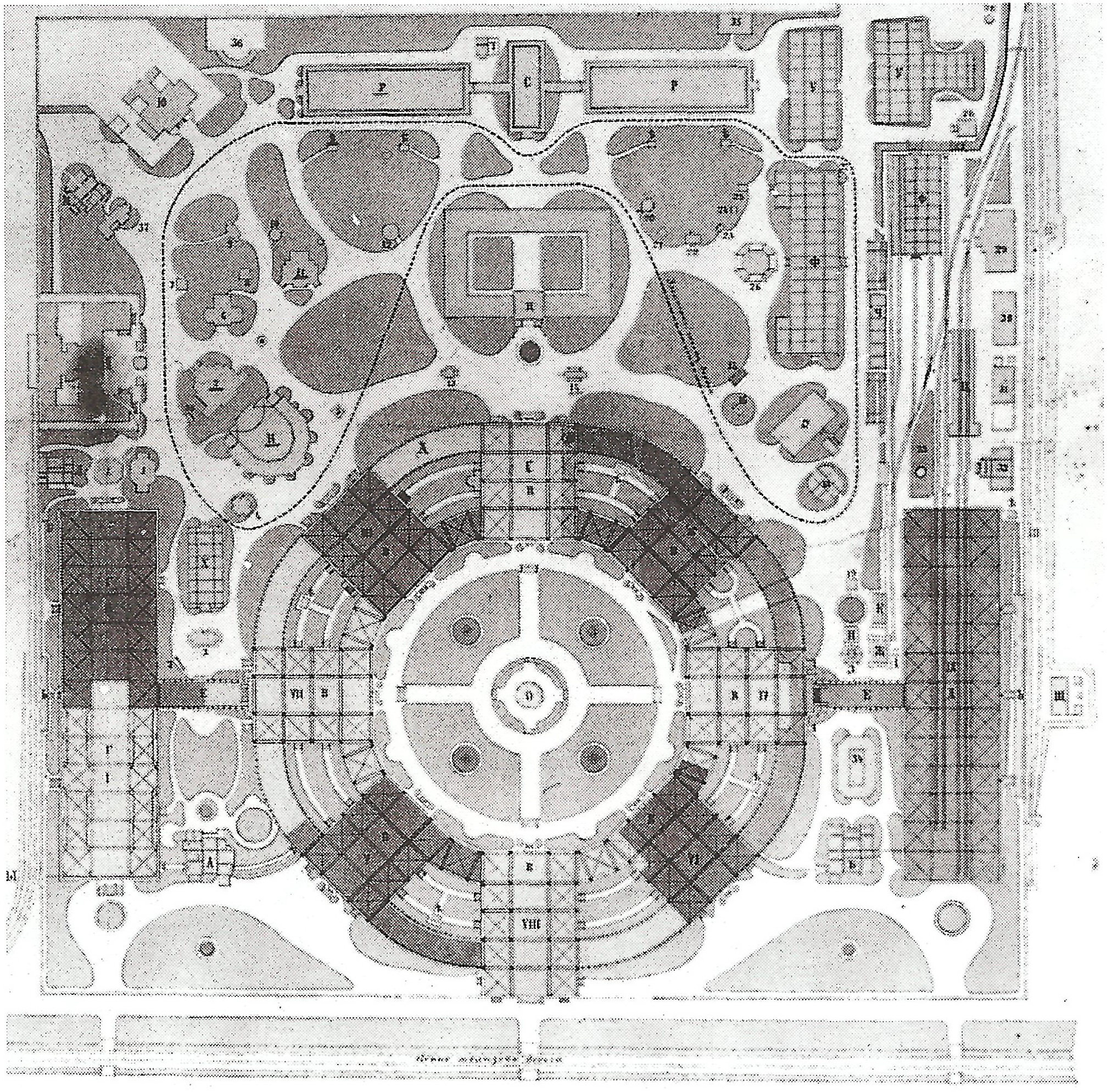
Lageplan des Messegeländes (1882), im oberen Bereich ist die Strecke der Ausstellungsbahn von Siemens zu sehen.

Die Allrussische Industrie- und Handwerksausstellung 1882 fand in Moskau statt.
Der Standort der Messe war auf dem Chodynkafeld. Sie dauerte vom 20. Maijul. / 1. Junigreg. bis zum 27. Septemberjul. / 9. Oktober 1882greg.. Es beteiligten sich 5318 Aussteller.
Auf der Ausstellung wurde erstmals eine elektrische Eisenbahn von Siemens & Halske betrieben. Für die Petersburger Juweliere Fabergé bedeutete die Messe den Durchbruch, da es ihnen  gelang, einige kostbare Arbeiten an den Kaiser Alexander III. zu verkaufen. Für das erste der heute berühmten Fabergé-Eier verlieh er Peter Carl Fabergé eine Goldmedaille.